# Pfarrkirche Trogen

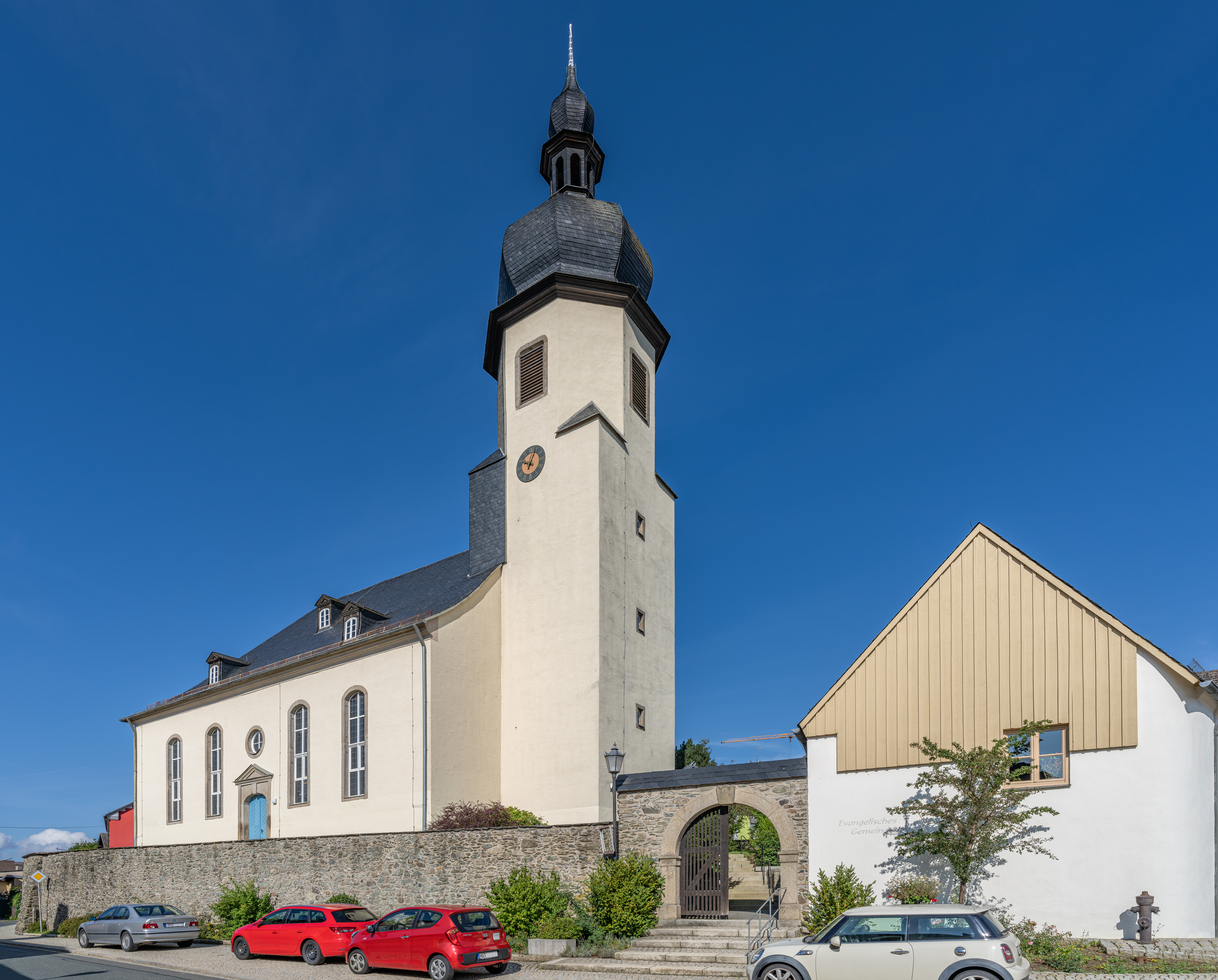
Ansicht der Kirche (2021)

Die Pfarrkirche Trogen ist die Gemeindekirche der evangelisch-lutherischen Kirchengemeinde Trogen, zugehörig zum Dekanat Hof der Evangelisch-Lutherischen Kirche in Bayern. Es handelt sich um eine Saalkirche mit chorseitigem ortsbildprägendem Turm. Die Kirche befindet sich im Ortszentrum Trogens, in direkter Nachbarschaft zum Rathaus, zum kirchlichen Gemeindehaus und zum kommunalen Bürgerhaus.

## Geschichte
Bereits 1366 wurde erstmals urkundlich eine Kirche in Trogen erwähnt, sie gehörte zur Hofer Pfarrei St. Lorenz. 1535 wurde sie durch Feuer zerstört. Die danach errichtete Kirche wurde 1637 ebenfalls teilweise Opfer eines Brandes. Der nächste Kirchenbau erwies sich bald als zu klein und war um 1740 einsturzgefährdet. Daraufhin wurde 1747 die heutige Kirche errichtet.
Wie viele Kirchen der Region ist es eine typische Markgrafenkirche des ehemaligen Markgraftums Brandenburg-Bayreuth. Hinter diesem regionalen Typus steht nicht nur ein gestalterisches, sondern auch ein theologisches Konzept im Sinne der lutherischen Theologie. Der Kirchenbau orientiert sich am Konzept einer protestantischen Predigtkirche mit einem ursprünglich allseitig von Emporen umgebenen Raum mit Kanzelaltar. Zwei Emporen zu beiden Seiten des Altars wurden bei der Sanierung 1888/89 entfernt. Die Westempore wurde mit einer glockenförmigen Brüstung erweitert.
1928 wurde Trogen eine eigenständige Pfarrei, nachdem 1926 ein Pfarrhaus fertig gestellt worden war. 1981 wurde neben der Kirche ein neues Gemeindehaus gebaut.

## Architektur

### Bauwerk von außen
Die barocke rechteckige Saalkirche ohne Chorraum mit Walmdach steht auf einem erhöhten Plateau, umgeben von einer unverputzten Stützmauer, in deren bauchige östliche Form sich das Gemeindehaus schmiegt. Der unten rechteckige und oben achteckige Turm an der Chorseite hat eine zwiebelförmig-geschweifte welsche Haube mit einer Laterne und darüber eine zwiebelförmige Spitze.

### Innenraum

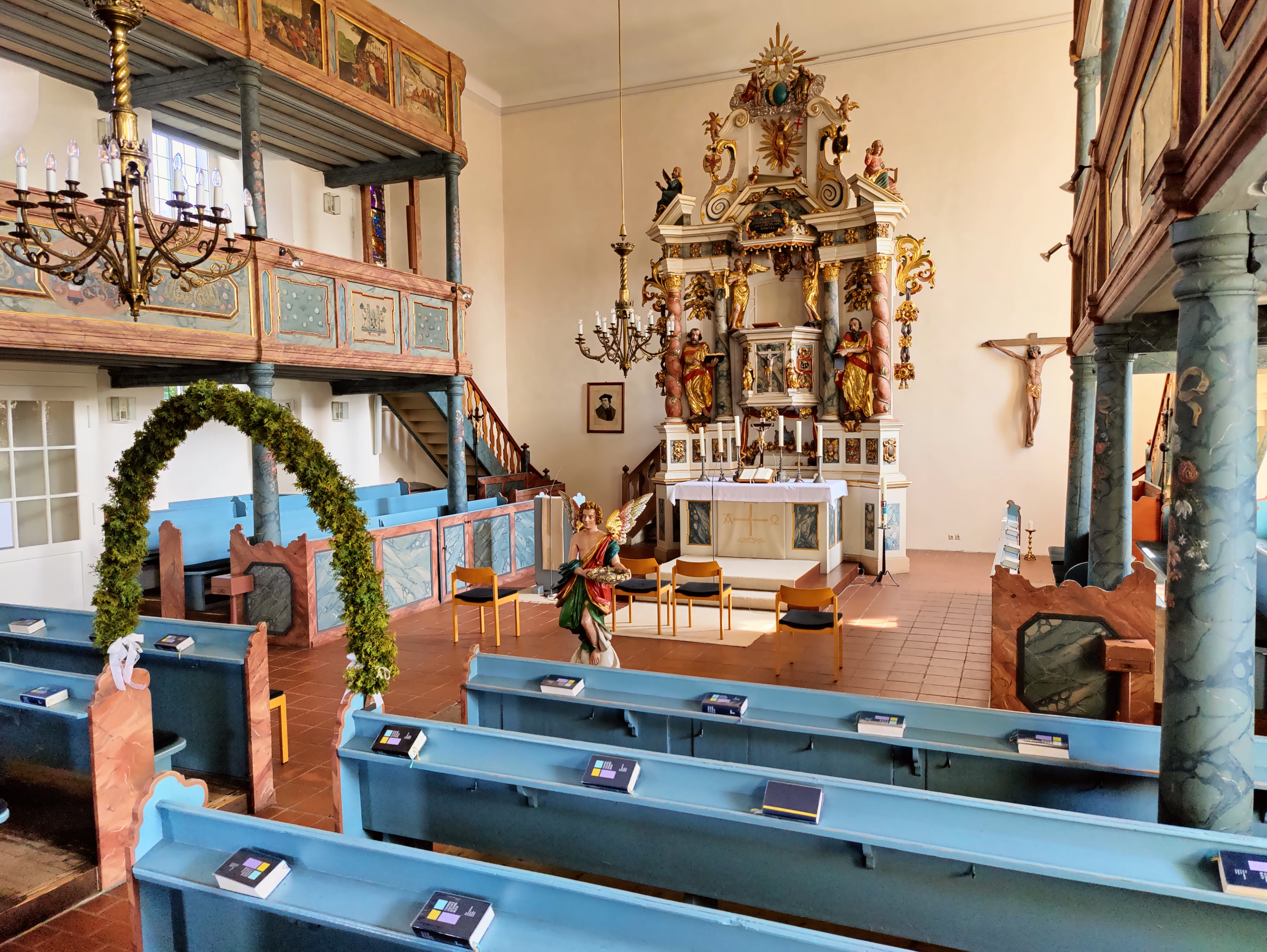
Innenraum (2022)

Die Kirche kann durch drei Eingänge jeweils in der Mitte der West, Süd- und Nordwand betreten werden. Der Innenraum ist ein schlichter, heller Raum, beleuchtet durch große Fenster. Sowohl die flache Decke als auch die Wände sind in weißem Putz bzw. Stuck gehalten.
Der Kanzelaltar befindet sich an der Ostwand. Der großzügige Altarbereich zieht sich bis in die Mitte der Kirche hin, so dass im Halbkreis um den Altar Abendmahl gefeiert werden kann. Dieser Bereich ist U-förmig von fester Bestuhlung (Kirchenbänke) umgeben. Ganz im Sinne eines protestantischen Gemeindeverständnisses ist die Gemeinde um Kanzel und Altar im Halbkreis versammelt.
Der Kirchenraum wird U-förmig von zwei übereinander liegenden hölzernen Emporen-Geschossen mit kräftigerer und etwas dunklerer Farbgebung eingerahmt. Im Innenraum finden auch Konzerte statt.

## Ausstattung
Der Kanzelaltar und der Taufengel sind weit verbreitet in den Markgrafenkirchen. Beide Prinzipalstücke sowie weitere Objekte der Ausstattung stammen aus der Werkstatt von Wolfgang Adam Knoll, der auch andere Kirchen der Umgebung ausstattete.
Der Trogener Kanzelaltar wurde 1749 aufgestellt und nach dem Vorbild des Kanzelaltars im benachbarten sächsischen Wiedersberg geschaffen. Der Kanzelaltar verbindet Kanzel und Altar.
Der Taufengel im Altarbereich kann nach Bedarf verschoben werden. Früher schwebte dieser Engel an einem Seil und wurde zur Taufe heruntergelassen. (Einen schwebenden Taufengel gibt es inzwischen im Dekanat Hof wieder in der Köditzer Kirche).
Rechts vom Altar hängt das Kruzifix, das Peter Breuer aus Zwickau, ein Schüler Tilmann Riemenschneiders, um 1500 schuf.
An der Empore sind verschiedene Ehewappen der Patronatsherren angebracht, davon mehrfach das Wappen der Familie von Feilitzsch. In den Feldern der oberen Empore befinden sich zahlreiche Bilder mit Darstellungen von Szenen aus dem Alten und Neuen Testament, u. a.: Auferstehung Jesu, Letztes Abendmahl, Geißelung Jesu, Kreuzigung, Gefangennahme und Jesus auf dem Weg nach Golgatha.

## Orgeln

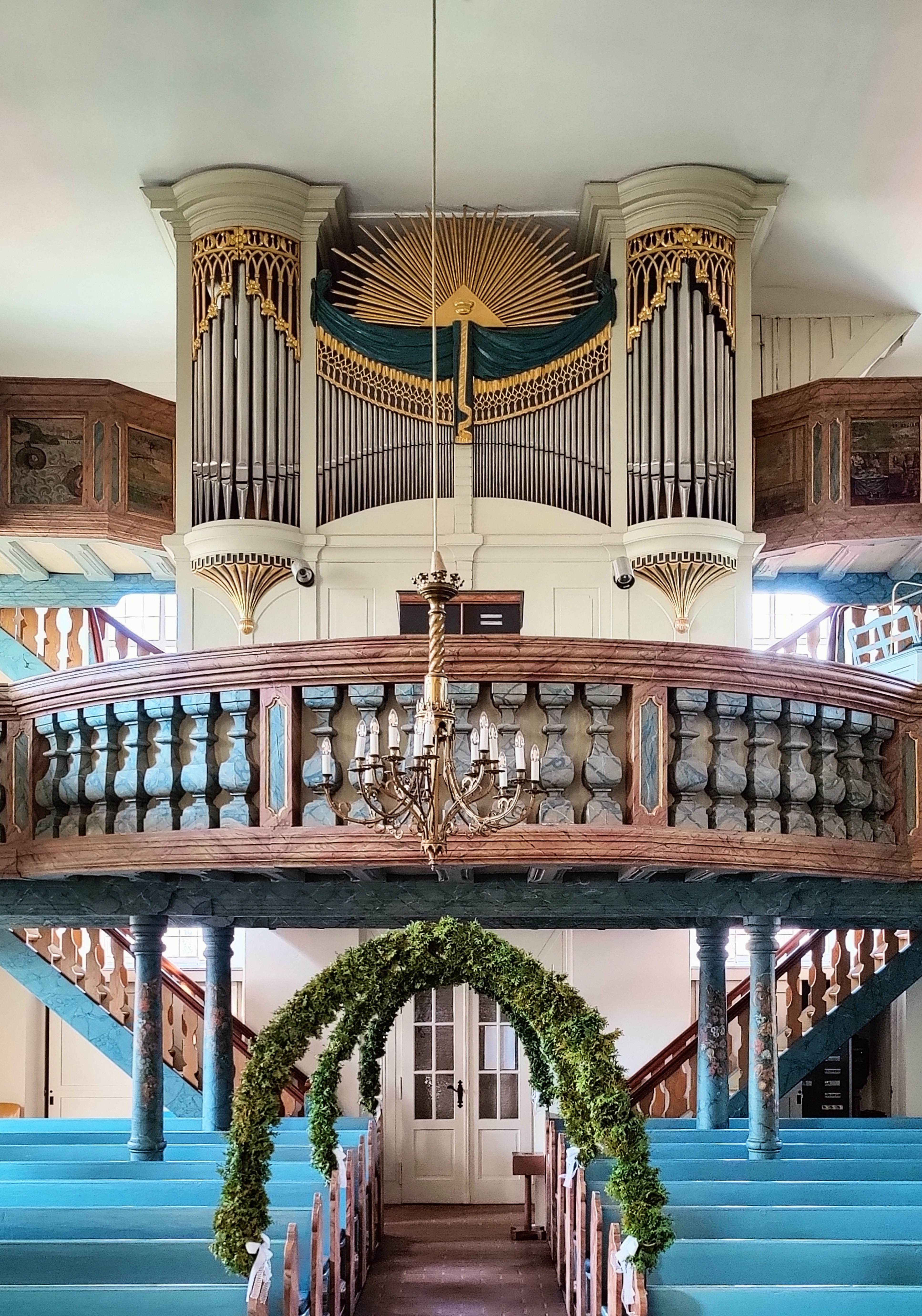
Orgel

Die Orgel befindet sich auf der ersten westlichen, dem Altar gegenüberliegenden Empore. Erhalten blieb das mit goldenen Ornamenten verzierte Gehäuse, in dem ursprünglich das Instrument der Firma Friedrich Heidenreich aus der Schule von Silbermann untergebracht war. Heidenreich baute die Orgel 1823 für St. Lorenz in Hof mit zwanzig Registern auf zwei Manualen und Pedal. Sie besaß folgende Disposition:

| I Unterklavier C–f3 |    |
| Principal primus    | 8′ |
| Principal secundus  | 8′ |
| Bordun              | 8′ |
| Viol di Gamb        | 8′ |
| Octave              | 4′ |
| Koppelflöte         | 4′ |
| Viola               | 4′ |
| Quinte              | 3′ |
| Octave              | 2′ |
| Mixtur IV           | 2′ |

| II Oberklavier C–f3 |    |
| Flaut Travers       | 8′ |
| Flaut lament        | 8′ |
| Salicional          | 8′ |
| Flauto dulcis       | 4′ |
| Gemshorn            | 4′ |
| Spitzflöte          | 4′ |
| Hohlflöte           | 2′ |

| Pedal C–c1    |     |
| Subbass       | 16′ |
| Violonbass    | 16′ |
| Principalbass | 8′  |

1888 wurde sie durch ein neues Instrument ersetzt und nach Trogen verkauft und überführt. Durch die Umsetzung hatte die Orgel jedoch gelitten und fünf Register verloren, sodass sie 1905 unspielbar wurde. 
1907 wurde eine pneumatische Orgel der Firma G. F. Steinmeyer & Co. hinter dem historischen Prospekt gebaut. Sie verfügte über zwölf Register auf zwei Manualen und Pedal.

| I Manual C–g3 |    |
| Principal     | 8′ |
| Flöte         | 8′ |
| Gemshorn      | 8′ |
| Gamba         | 8′ |
| Octav         | 4′ |
| Rohrflöte     | 4′ |

| II Manual C–g3  |    |
| Geigenprincipal | 8′ |
| Liebl. Gedeckt  | 8′ |
| Salicional      | 8′ |
| Fugara          | 4′ |

| Pedal C–d1 |     |
| Subbass    | 16′ |
| Violon     | 16′ |

- Koppeln: I/I Super, II/I, II/II Super, I/P, II/P
- Spielhilfen: 3 Kollektivtasten

Im Jahr 1962 wurde die Orgel von Hans Dentler, Siegen umgebaut und um sechs Register erweitert. 
Die Disposition lautet seitdem:
| I Manual C–g3 |       |       |
| Principal     | 8′    |       |
| Rohrgedeckt   | 8′    |       |
| Salicional    | 8′    |       |
| Octav         | 4′    |       |
| Rohrflöte     | 4′    |       |
| Rohrquinte    | 2 ⁄3′ | (neu) |
| Nachthorn     | 2′    | (neu) |
| Mixtur IV     | 1 ⁄3′ |       |

| II Manual C–g3 |      |       |
| Gedeckt        | 8′   |       |
| Praestant      | 4′   | (neu) |
| Rohrflöte      | 4′   | (neu) |
| Spitzflöte     | 2′   | (neu) |
| Cymbel III     | 1/3′ | (neu) |

| Pedal C–d1     |       |  |
| Subbaß         | 16′   |  |
| Oktavbaß       | 8′    |  |
| Flötbaß        | 4′    |  |
| Pedalmixtur II | 2 ⁄3′ |  |
| Liebl. Posaune | 16′   |  |

- Koppeln: II/I, II/P, I/P
- Spielhilfen: Superoktavkoppeln, 3 Kollektivtritte
- Taschenladen, elektropneumatische Spiel- und Registertraktur, fahrbarer Spieltisch

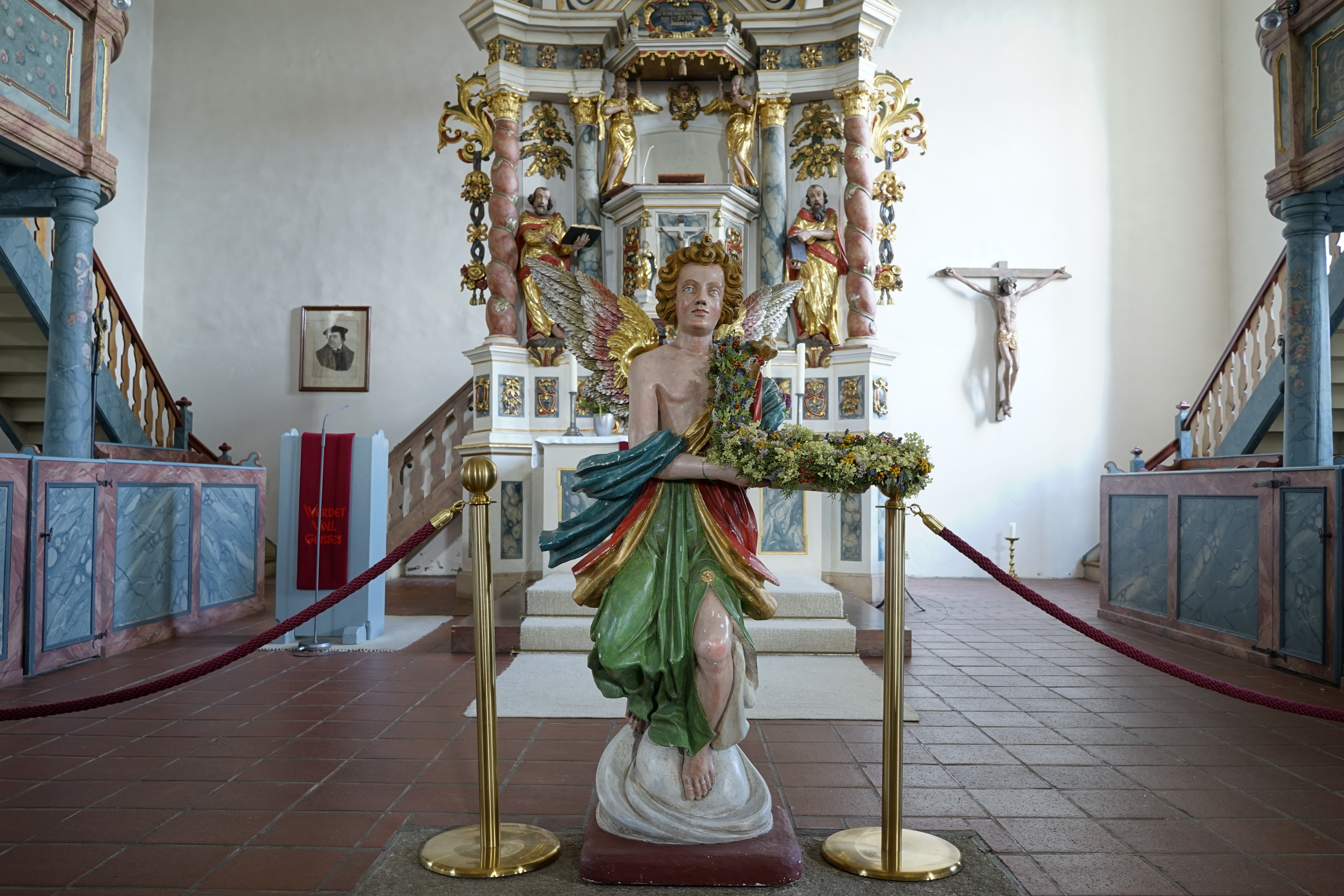
Taufengel
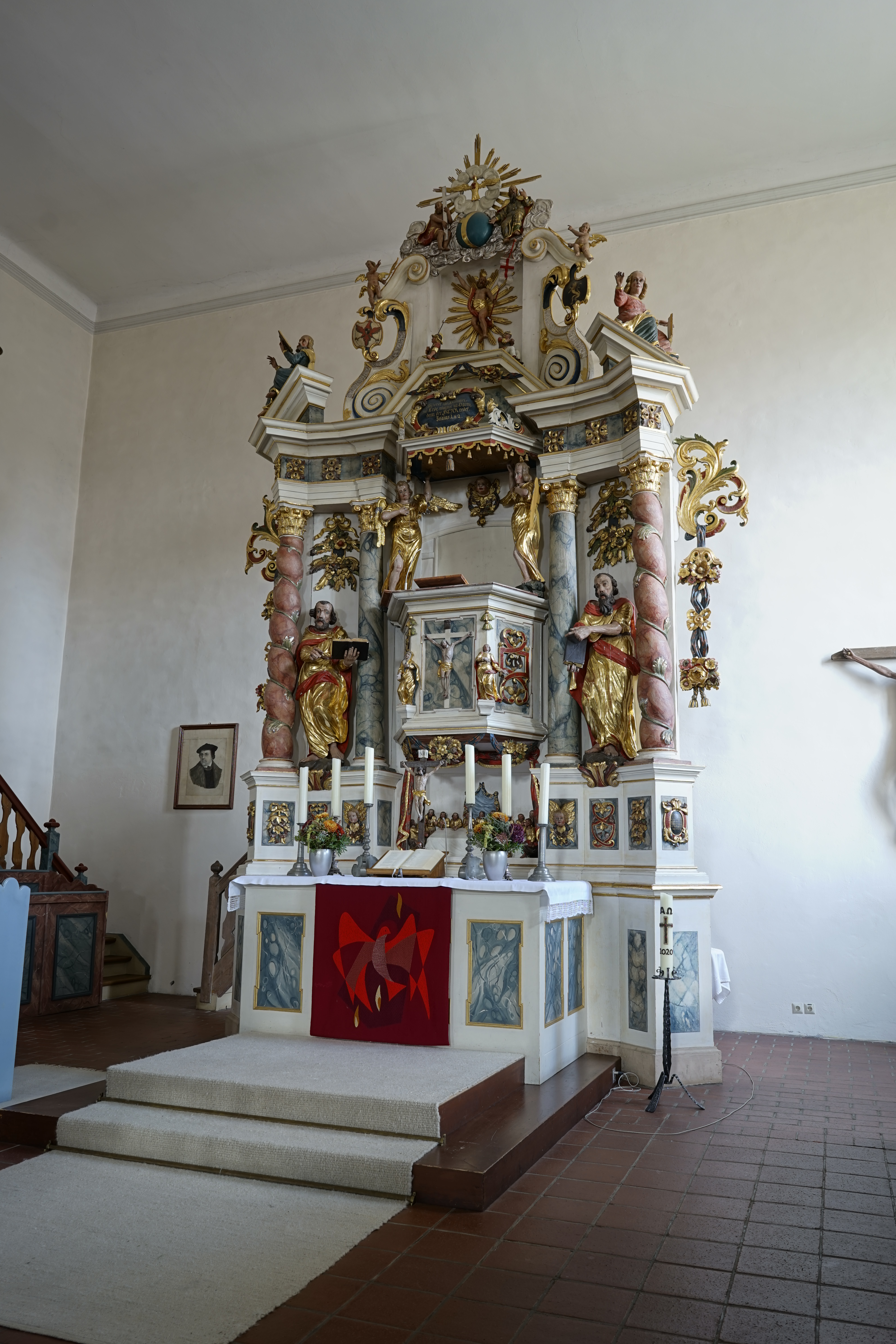
Kanzelaltar
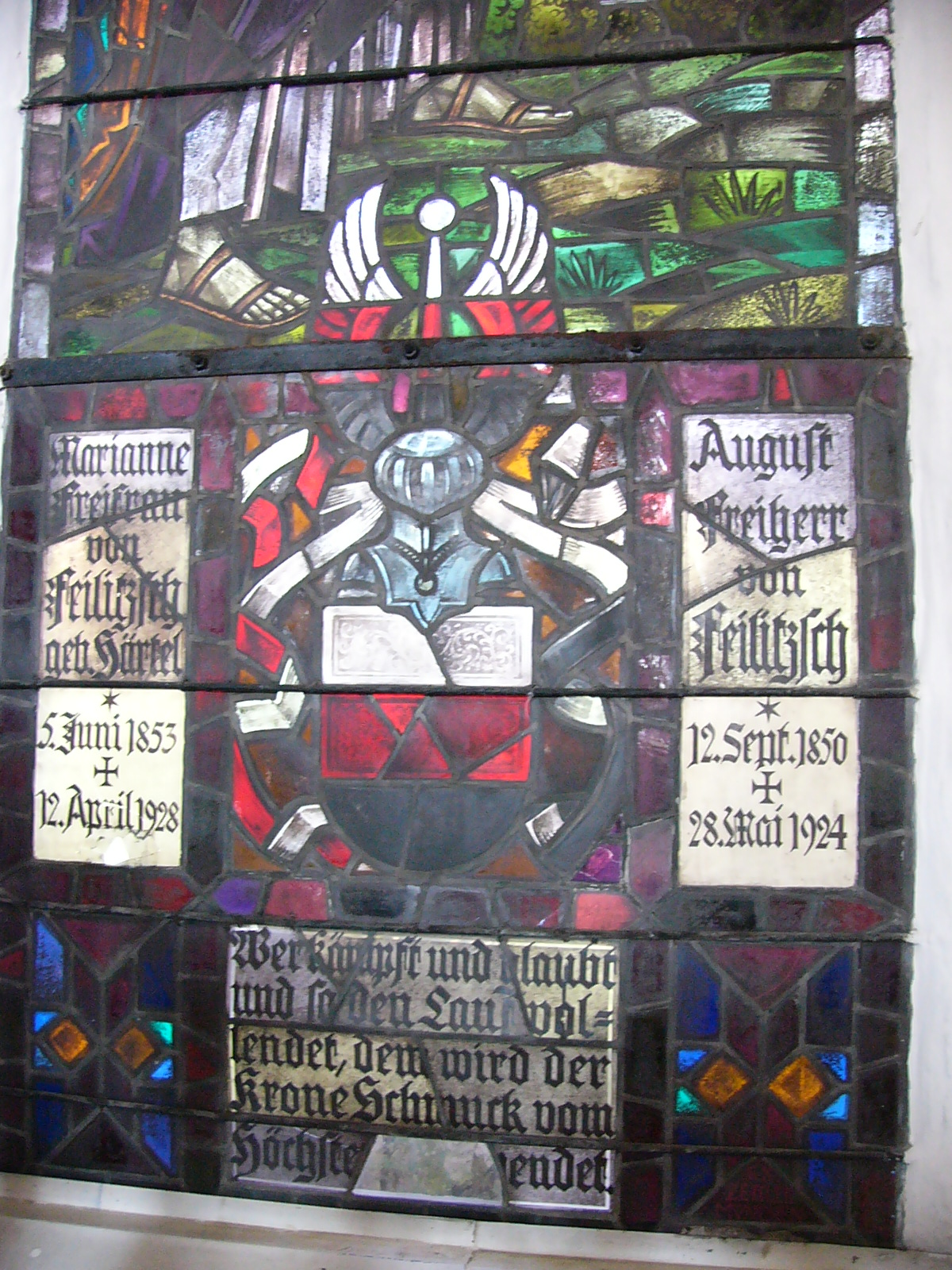
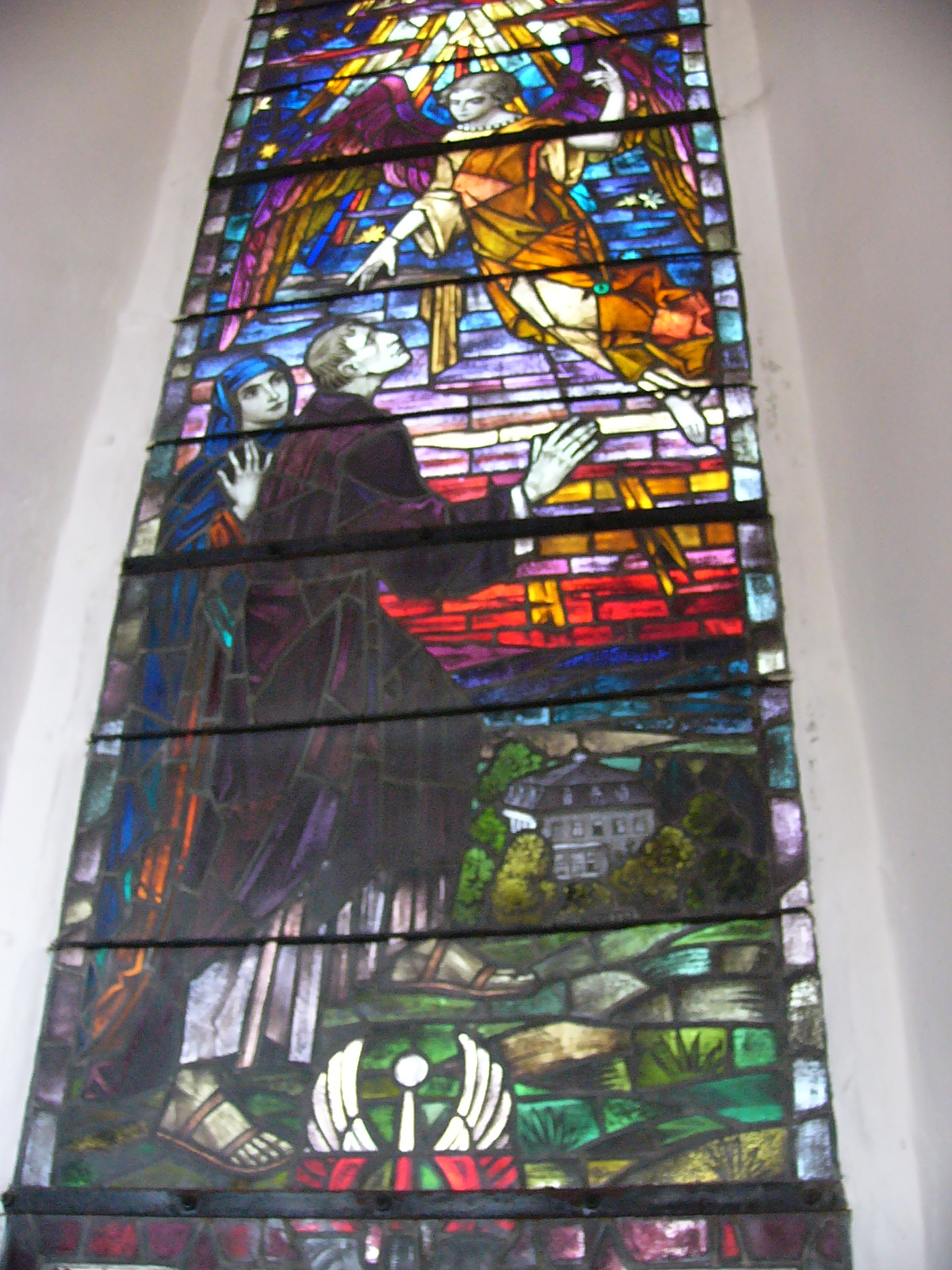
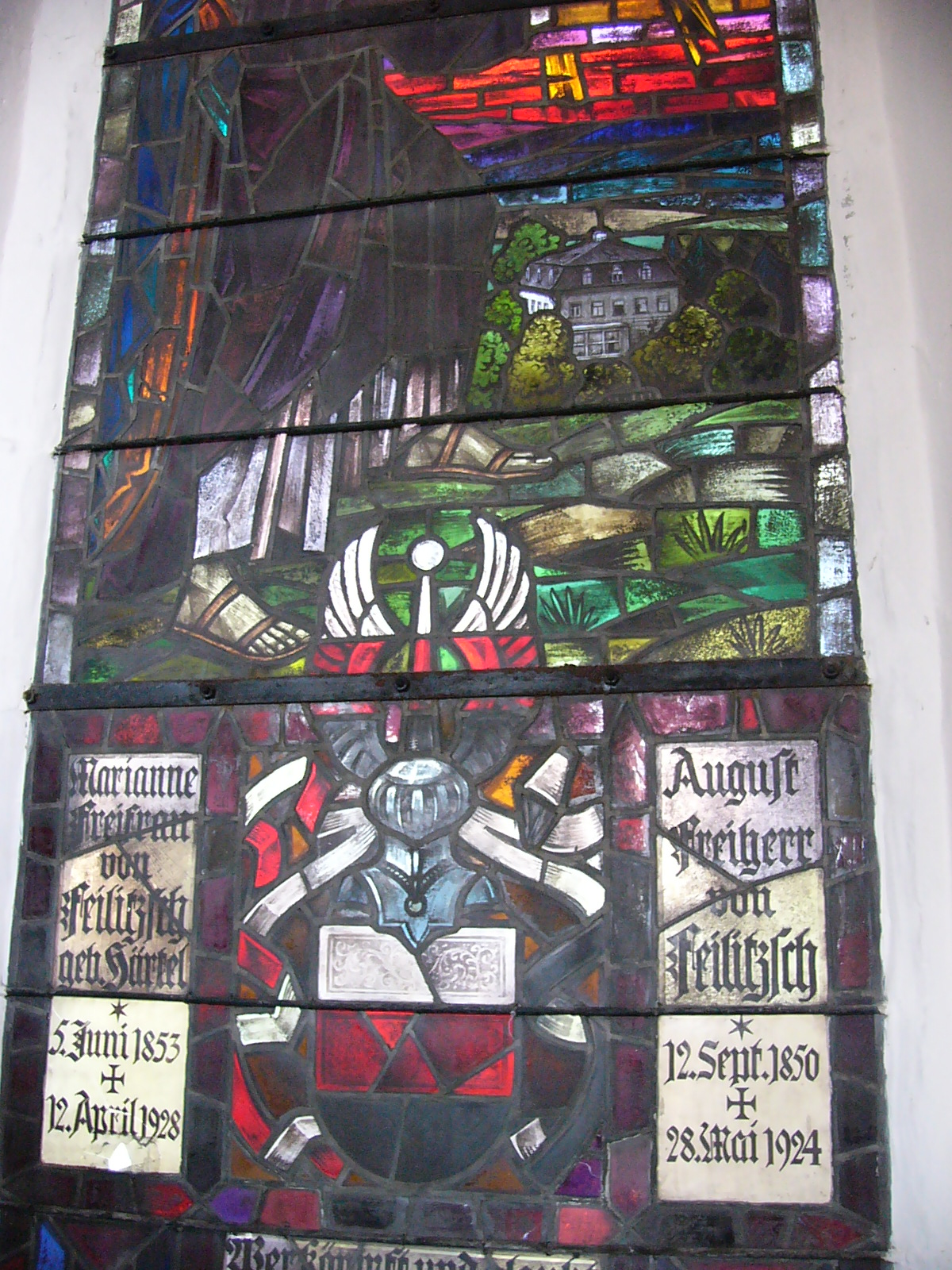

## Kirchengemeinde
Das benachbarte Gemeindehaus der Kirchengemeinde ergänzt das Raumangebot der Kirche. Beide Gebäude zusammen sind neben dem Hermann-Bezzel-Haus als zweitem Gemeindehaus in Feilitzsch ein Schwerpunkt des Gemeindelebens. Zur Kirchengemeinde gehört das Gebiet der Gemeinde Trogen und ein Teil der Gemeinde Feilitzsch.